# Grund (Luxemburg)
Grund (en luxemburguès: Gronn ) un dels 24 barris de la ciutat de Luxemburg. El 2017 tenia 950 habitants.
En aquesta zona, situada als peus de la Ville Haute i al seu sud-est, el Pétrusse desemboca en l'Alzette, un afluent del Sauer. Des de la seva renovació el 1980, tendeix a convertir-se en la zona de «moda» de la ciutat. Es troba al barri l'abadia de Neumünster restaurada en centre cultural i el Museu Nacional d'Història Natural de Luxemburg.